# Edicions Tres i Quatre
Edicions Tres i Quatre (3i4) és el nom comercial d'Eliseu Climent, editor, editorial valenciana creada el 1968 per Eliseu Climent i Rosa Raga. El seu nom, el mateix que el de la Llibreria Tres i Quatre, té a veure amb tres països i quatre barres, en referència als Països Catalans. A hores d'ara és una de les editorials més importants del País Valencià, amb col·leccions de literatura adreçades a públics de totes les edats. Convoca cada any els Premis Octubre. El seu catàleg està format per més de 500 obres.
Històricament ha complit la funció d'omplir el buit editorial al País Valencià, en el qual, durant bona part del darrer terç del segle xx, va ser quasi l'única editorial que publicava en català. Però a més a més va editar també autors que difícilment, per les seues peculiaritats dialectals, hagueren sigut editats o llegits al Principat de Catalunya, com ara Isa Tròlec, de forma tal que va cobrir un espai editorial desatès per les editorials de Barcelona. Tres i Quatre, però, va editar també en el seu moment les figures literàries més destacades de les lletres valencianes com foren en el seu moment Joan Fuster o Vicent Andrés Estellés. Actualment formen part de la seua nòmina autors valencians com Toni Cucarella o Joan Francesc Mira.
A banda de convocar els Premis Octubre des de l'any 1973, l'editorial va tenir la coneguda Llibreria Tres i Quatre a València, ara en mans d'un nous propietaris i amb el nom de FanSet des de 2013.